# Antizafra
Antizafra is een geslacht van weekdieren uit de klasse van de Gastropoda (slakken).

## Soorten
- Antizafra cancellaria (Hutton, 1885) †
- Antizafra obsoleta C. A. Fleming, 1943 †
- Antizafra obtusa C. A. Fleming, 1943 †
- Antizafra pisanopsis (Hutton, 1885) †
- Antizafra speighti (Marwick, 1924) †
- Antizafra wairarapa L. C. King, 1933 †